# La voz a ti debida
La voz a ti debida (1933) es el primer libro de la trilogía de temática amorosa formada por esta misma obra, Razón de amor (1936) y Largo lamento (1938). Dicha trilogía constituye la segunda etapa de la trayectoria poética de Pedro Salinas. Este ciclo es la expresión de un proceso amoroso que va desde el encuentro, el intento del enamorado por descubrir  su esencia de la mujer amada en La voz a ti debida, el hallazgo de la pareja y despedida parcial en Razón  amor, y el final doloroso tras un reencuentro imposible en Largo lamento.
El título procede de un endecasílabo tomado de la segunda estrofa de la Égloga III de Garcilaso de la Vega:

“Y aun no se me figura que me toca

aqueste oficio solamente en vida,

mas con la lengua muerta y fría en la boca

pienso mover la voz a ti debida;

libre mi alma de su estrecha roca,

por el Estigio lago conducida,

celebrando t’irá, y aquel sonido

hará parar las aguas del olvido.”

En homenaje a Garcilaso, este mismo endecasílabo lo incluye Cervantes en el capítulo LXIX de la segunda parte del Quijote como una de las dos estancias dedicadas a Altisidora.
Con este título se pretende una reivindicación de las letras clásicas españolas, que se combinará con un espíritu plenamente renovador de la Generación del 27.
A partir de esta obra Salinas define su concepto del amor entendido como un proceso de autoconocimiento del yo a partir del tú. Las raíces literarias de dicha concepción del amor se encuentran en el petrarquismo, en Garcilaso de la Vega y en el idealismo platónico. Cabe señalar también la influencia de Gustavo Adolfo Bécquer y la dimensión existencialista que posee este poemario.

## Origen del libro
El origen de La voz a ti debida, y de la trilogía en conjunto, se halla en la historia de amor vivida por el poeta con la profesora norteamericana Katherine R. Whitmore, a quien conoció en Santander en un curso de verano de la Universidad Internacional en 1932.
Durante muchos años la crítica literaria había considerado que la mujer amada, objeto y destinataria de los poemas que componen la trilogía formada por La voz a ti debida, Razón de amor y Largo lamento, carecía de existencia real. Esta opinión quedó totalmente desmentida con la publicación en 2002 de las cartas que Pedro Salinas escribió a Katherine R. Whitmore entre 1932 y 1947.
Dicho epistolario, una colección de 354 cartas, 144 poemas y un texto mecanografiado de nueve páginas en el que Katherine Whitmore evoca la relación con el poeta, fueron donados por ella a la Hougthon Library, de la Universidad de Harvard, en 1979, tres años antes de morir. Este legado ha podido consultarse desde el 1 de julio de 1999. Las cartas de Pedro Salinas contienen referencias a la composición de La voz a ti debida: informan sobre el proceso de escritura, contienen referencias biográficas relacionadas con el contenido de los poemas e incluso algunos pasajes son anticipos en prosa de lo que luego serán algunos de los poemas de La voz a ti debida

## Estructura
La voz a ti debida lleva el subtítulo de Poema. Aunque la obra se compone de 70 poemas, fue concebida por el autor como una única composición expresada en diversos momentos. Puede apreciarse a lo largo de los 70 poemas, que no llevan título ni numeración, el esbozo de una anécdota o línea argumental: alegría y exaltación del enamoramiento, aparición de algunas tensiones, la realidad empieza a asomar y a tomar cuerpo.
En esta secuencia sentimental apunta una narración en la que se incluyen tres categorías de poemas: los pertenecientes a la fábula argumental, a lo ocurrido en el terreno amoroso con una mujer real (“Ha sido, ocurrió, es verdad”), cuyo inicio puede situarse cronológicamente durante un mes de agosto en el que apareció “súbita, de pronto,/ porque sí, la alegría; un segundo grupo contiene la historia de un conocimiento a través del amor en un plano intemporal; el tercer grupo se centra en la interpretación del sentido de la mujer amada, del enamorado y del amor, acabando por configurar una especie de “ars amandi”.

## Contenido
El tema central de La voz a ti debida es el amor a una mujer, a quien no se nombra, expresado desde la reflexión introspectiva acerca de este sentimiento y de sus múltiples matices. Puede hablarse de una especie de metafísica amorosa o filosofía del amor, que en determinados momentos roza el platonismo y en otros se halla en el extremo opuesto, con la atención puesta en lo físico y sensorial. Destacan los demorados análisis de los sentimientos, la introspección psicológica de raíz petrarquista.
Otros temas estrechamente vinculados a la expresión de la vivencia amorosa son:
- Imagen de la mujer amada:

La mujer amada es como una idea presentida al modo de las ideas platónicas. Aparece como una fuerza creadora, con la que nacen la realidad y la belleza del mundo, todo lo prodigioso. La vida es lo que ella toca o mira. Incluso el propio amante cobra existencia y personalidad desde el momento en que ella lo elige entre todos.
La amada es presentada como alguien distante, leve, luminosa, fuera de la realidad cotidiana y prosaica, al margen del espacio y del tiempo en una especie de dimensión divina a través de imágenes poéticas y notas estilísticas referidas a la idea de ascensión luminosa y etérea.
- Búsqueda de la esencia de la mujer amada:

Salinas busca la esencialidad de la mujer amada, del ser que se esconde detrás de la apariencia, buscando algo que no sea un espectro o una sombra.
- El dolor como última forma del amor.